# Monument national LGBTQ2+
Le Monument national LGBTQ2+ est un monument public qui devrait ouvrir en 2025 à Ottawa, en Ontario, dédié à l'histoire des communautés lesbiennes, gaies, bisexuelles, transgenres, queer et bispirituelles du Canada.  Le monument a été inauguré par le Fonds Purge LGBT, une organisation créée en 2018 à la suite du règlement du recours collectif contre le gouvernement du Canada, intenté par les victimes de la Purge LGBT dans les années 1950 à 1990,.
En 2020, le Fonds Purge LGBT et la Commission de la capitale nationale ont annoncé le site prévu sur le parc sur la rue Wellington entre Bibliothèque et Archives Canada et le Pont du Portage,  un concours de design a été lancé afin que les artistes et les architectes soumettent des propositions.
En novembre 2021, les cinq designs présélectionnés ont été dévoilés. Ils comprenaient The Lens, de Fathom Studio, Two Row Architect et MVRDV ; A Glass Bowl, par MASS Design Group et Stephen Andrews ; Bapiiwin, par SOM, HTFC, Rebecca Belmore, Noam Gonick, Lyle Dick et Iraklis Lampropoulos ; Thunderhead, de Public City, Shawna Dempsey, Lorri Millan (en) et Albert McLeod; et OnCommonGround par Ottawabbb architects, PWP Landscape Architects, WSP Engineering, Nadia Myre, Udo Schliemann, Robert Lepage, Nicole Crevier et Trudi Fontaine. 
En mars 2022, le design Thunderhead/Coup de tonnerre a été annoncé comme le gagnant final par la directrice du Fonds Purge LGBT, Michelle Douglas. Le monument rappelle un nuage de tonnerre en miroir, il sera situé à l'intérieur d'une grande colonne entourée d'un verger, d'un jardin d'herbes aromatiques, d'un cercle de guérison de pierres sélectionnées par des aînés autochtones et d'un sentier pédestre. Le monument est destiné à servir à la fois d'espace de réflexion sur l'histoire LGBTQ au Canada et de lieu de spectacles et de protestations. 
Le monument devrait ouvrir ses portes à l'été 2025,. 